# Mare Nostrum (Stormlord)
Mare nostrum è il quarto album degli Stormlord pubblicato nel 2008.

## Tracce
1. Mare Nostrum - 6:47
2. Noen Karma - 3:56
3. Legacy of the Snake - 5:14
4. Emet - 5:26
5. The Castaway - 5:04
6. Scorn - 4:19
7. And the Wind Shall Scream My Name - 4:43
8. Dimension: Hate - 4:49
9. Stormlord - 6:32

## Formazione
- Cristiano Borchi - voce
- Pierangelo Giglioni - chitarra
- Gianpaolo Caprino - chitarra, voce
- Maurizio Pariotti - tastiere
- Francesco Bucci - basso, voce
- David Folchitto - batteria